# Katherine Winbergh

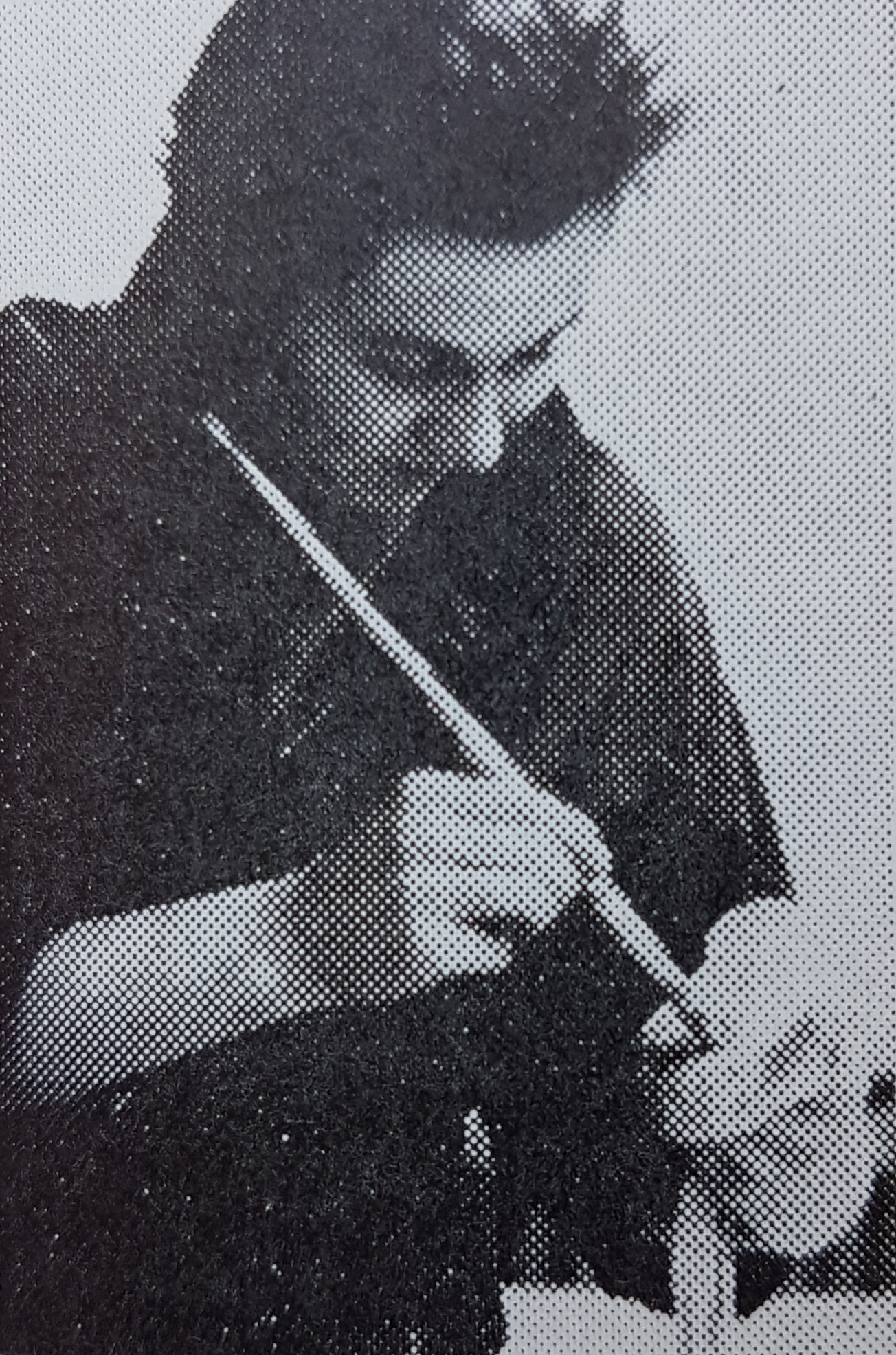
Katherine Winbergh

Maud Katherine Arvidsdotter Winbergh, född 8 december 1919 i Kungsholms församling i Stockholm, död 26 oktober 2011 i Maria Magdalena församling, var en svensk målare, tecknare, keramiker, konservator och teaterdekoratör.
Hon var dotter till direktören Arvid Winbergh och Florence Fegræus och mellan 1942 och 1945 gift med Gösta Gustaf-Janson. Winbergh studerade vid Tekniska skolan i Stockholm 1938, Ollers målarskola 1939 och privat för Bertil Lybeck 1940 samt Gideon Börje. Hon reste till Italien 1944 och arbetade där under fyra års tid med keramiska arbeten vid Gerosis keramikfabrik i Neapel. Därefter följde ett stort antal studieresor i Europa innan hon återvände till Stockholm för ett arbete vid operans dekorationsateljé där hon utförde förslag på kostymer och scendekorer. Hon genomförde en längre studieresa 1957 till Spanien och utbildade sig till konservator vid Riksarkivet 1961–1962 och vid Konsthögskolans materialinstitut 1962–1963. Tillsammans med Armand Rossander ställde hon ut i Umeå och Södertälje. Hon medverkade i samlingsutställningar med öländsk konst i Ölands Skogsby och Mörbylånga. Bland hennes offentliga arbeten märks dekorativa utsmyckningar på Marstrands turisthotell och i Panacher, Anacapri i Italien. Hennes konst består av temperamålningar, akvareller, teckningar och temperagobelänger ofta med motiv från sina resor i södra Europa. 